# 汉娜·库奥帕拉
汉娜·库奥帕拉（芬蘭語：Hanna Kuoppala，1975年9月12日—），芬兰女子冰球运动员，场上位置是后卫。她曾代表芬兰国家队参加2006年冬季奥林匹克运动会冰球比赛，获得第四名。